# Williams Harbour Airport
Williams Harbour Airport är en flygplats i Kanada.   Den ligger i provinsen Newfoundland och Labrador, i den östra delen av landet, 1 600 km nordost om huvudstaden Ottawa. Williams Harbour Airport ligger 10 meter över havet.
Terrängen runt Williams Harbour Airport är platt. Havet är nära Williams Harbour Airport åt sydost. Trakten runt Williams Harbour Airport är nära nog obefolkad, med mindre än två invånare per kvadratkilometer.. 